# Inspiration (Amazing Blondel)
Inspiration è un album degli Amazing Blondel, pubblicato dalla DJM Records nel 1975.

## Tracce
Brani composti da Edward Baird
Lato A
1. All the Time for You - Inspiration – 5:45
2. Thinking of You – 3:18
3. You Didn't Have to Lie About It – 3:15
4. I've Got News for You – 2:50
5. The Lovers – 2:09
6. Good Time Gertie – 3:02

Lato B
1. On a Night Like This – 2:59
2. Love Song – 3:07
3. Standing by My Window – 4:56
4. Be so Happy – 4:21
5. They're Born, They Grow and They Die – 4:45

## Musicisti
- Terry Wincott - chitarra, tastiere, voce
- Edward Baird - chitarre, voce
- Mel Collins - sassofono
- Dave Skinner - pianoforte
- Mick Feat - chitarra
- William Murray - batteria